# Demócratas por Reagan

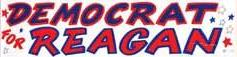
Etiqueta de parachoque, 1980

Demócratas por Reagan (Reagan Democrat) es un término político estadounidense usado por los analistas políticos para describir a individuos, especialmente blancos y de la clase obrera del noreste de EE. UU., de ambos sexos, que tradicionalmente votaban por el Partido Demócrata, pero que no apoyaron a dicho partido sino al candidato rival, el republicano Ronald Reagan en las elecciones presidenciales de 1980 y en las de 1984. 
También se utilizó para hacer referencia, pero en menor medida a un número importante de votantes demócratas que favorecieron al candidato republicano George H. W. Bush en la elección presidencial de 1988. El término también puede ser utilizado para describir a demócratas moderados que son más conservadores que sus líderes tradicionales en temas como la seguridad nacional y la inmigración.
El trabajo del encuestador Stan Greenberg es un estudio clásico sobre los Demócratas por Reagan: Greenberg analizó a votantes blancos, de clase obrera y que trabajaban como operarios en fábricas (en su mayoría sindicalizados y en plantas automotrices) en el Condado de Macomb, Míchigan, justo al norte de la ciudad industrial de Detroit. El condado de Macomb, considerado un bastión del Partido Demócrata, votó por un 63% a favor de John F. Kennedy en las elecciones presidenciales de 1960, pero 24 años después un 66% de sus electores votó a favor del candidato republicano Reagan en 1984. 
Greenberg concluyó que los "Demócratas por Reagan" ya no veían a los líderes demócratas de 1980 y 1984 como defensores de las aspiraciones propias de la clase trabajadora clásica (los obreros de los sindicatos tradicionales en las zonas industirales), sino que tales líderes ahora defendían preferentemente los intereses de otros grupos muy distintos: la población muy pobre de las grandes ciudades, los nuevos inmigrantes de Asia o América Latina, los afroamericanos, y otros grupos considerados "minoritarios" en opinión de los obreros sindicalizados, por lo cual dejaban de considerarlos como sus candidatos "naturales" y se planteaban -por vez primera- votar a un republicano. 

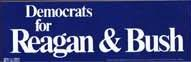
Etiqueta de parachoque, 1980

Además los Demócratas por Reagan vivieron un crecimiento de la economía de EE. UU. durante el período de prosperidad que coincidió con la administración de Reagan, a la cual comparaban favorablemente después del "estancamiento" de la economía de la administración demócrata de Carter. También muchos de éstos demócratas apoyaban la fuerte posición de Reagan en cuanto a seguridad nacional, su oposición frontal a la URSS en el contexto de la Guerra Fría y un combate "duro" que Reagan prometía contra la criminalidad organizada. Mientras tanto, esos mismos votantes de clase obrera se oponían a la posición que sostenían los jefes del Partido Demócrata en temas como la pornografía, el combate al crimen organizado, y los impuestos del gobierno federal, en los cuales sus votantes resultaban más conservadores que sus líderes tradicionales, por lo cual estos votantes preferían al candidato del Partido Republicano.
En el Reino Unido el término Essex man (en inglés "hombre de Essex") puede ser usado para describir a un grupo similar, usualmente de clase trabajadora que votaba por el Partido Laborista que dieron su apoyo al Partido Conservador de Margaret Thatcher en la década de 1980, en particular, gracias a la ley del "right to buy scheme" auspiciada por el régimen conservador, en la cual se propiciaba que los arrendadores de casas de propiedad pública pudieran comprarlas después de haber vivido en ellas una cierta cantidad de tiempo. La proliferación de pequeños propietarios en Gran Bretaña pudo ayudar a que votantes de clase obrera apoyasen al partido político contra el cual votaban tradicionalmente.
Los investigadores estadounidenses no han podido determinar qué camino político siguieron los votantes después de la administración Reagan y la de Bush.
El término Demócratas por Reagan también hace referencia al vasto apoyo que tuvo Reagan en la Cámara de Representantes durante su presidencia, a pesar de que la Cámara tuvo una mayoría demócrata durante sus dos períodos.